# Tongoscia vandeli
Tongoscia vandeli är en kräftdjursart som beskrevs av Henri Dalens 1988. Tongoscia vandeli ingår i släktet Tongoscia och familjen Philosciidae. Inga underarter finns listade i Catalogue of Life.